# Unidades de energia
A unidade de energia definida pelo Sistema Internacional de Unidades é o Joule, que se define como o trabalho realizado por uma força de um Newton num deslocamento de 1 m. Existem muitas outras unidades, algumas delas em desuso.

## Outras unidades
- Calorimetria: é a quantidade de energia necessária para elevar a temperatura de um grama de água de 14,5 a 15,5 graus Celsius. Um joule equivale a 0,24 calorias. Na biologia e nutrição se usa mais a quilocaloria (kcal) (103 calorías) porque a caloria é uma unidade pequena.
- Frigurina: é a unidade de energia utilizada na refrigeração, equivalente à absorção de uma caloria.
- Térmia: praticamente em desuso, é igual a um milhão de calorias (1 Mcal)
- Quilowatt-hora: é usada habitualmente nos términos de consumo eléctrico.
- Tonelada equivalente de petróleo: que é o mesmo que a 41.840 milhoes de joules.
- Tonelada equivalente de carvão: 29.300 milhões de joules.
- Tonelada de refrigeração.
- BTUC (British Thermal Unit)
- Elétron-voltagem (ou Electrão-volt), é a quantidade de energia cinética ganha por um único elétron (electrão) quando é acelerado por uma diferença de potencial elétrico de um volt, no vácuo.